# ترخیزبینکا
ترخیزبینکا (به لاتین: Trekhizbinka) یک منطقهٔ مسکونی در روسیه است که در استان آستراخان واقع شده‌است.